# Diego de Nicuesa
Diego de Nicuesa (morreu em 1511) foi um conquistador e explorador espanhol.

## Antecedentes
Diego chegou a Santo Domingo em abril de 1502, com a flotilha de Nicolás de Ovando y Cáceres.
Em 1506, Nicuesa recebeu a tarefa de governar a Costa Rica, mas encalhou na costa do Panamá. Ele fez o seu caminho para o norte por terra, contra a resistência da população nativa. A combinação de guerrilha e doenças tropicais matou metade de sua expedição antes que ele desistisse.
Em 1508, Diego de Nicuesa recebeu uma concessão de terras em Veragua de Fernando II de Aragão, o monarca espanhol.:95,134–135 Tornou-se fundador e governador de Castilla de Oro, no que é hoje o Panamá, um dos dois primeiros assentamentos espanhóis no continente americano.

## Eventos finais e desaparecimento
Em 1510 fundou a colônia de Nombre de Dios. A colônia sofria de fome, nativos hostis e doenças, e acabou sendo salva pela chegada de Colmenares, um companheiro que vinha atrás com mantimentos. O partido abandonou a colônia para navegar para a colônia mais próspera de Santa María la Antigua del Darién, que havia sido estabelecida pelo conquistador Vasco Núñez de Balboas em o conhecimento de Nicuesa. Informado por Colmenares da nova colônia estabelecida dentro dos limites de seu território, dirigiu-se à colônia para punir os colonos e tomá-la. Mas os colonos de Santa Maria foram avisados da intenção do governador e negaram-lhe a entrada. Enquanto a maioria dos homens de Nicuesa recebeu o direito de permanecer na colônia de Balboa, Nicuesa e 17 seguidores leais foram lançados ao mar. Nicuesa seguiu para o Santo Domingo, mas o navio desapareceu e ele nunca mais foi visto.